# Ruud Boffin
Ruud Boffin (Sint-Truiden, 5 november 1987) is een voormalig Belgische voetballer die als doelman speelde.

## Biografie
Boffin begon op vierjarige leeftijd te voetballen bij Sparta Walshoutem, waar zijn vader, oud-voetballer Michel Boffin trainer was. Op negenjarige leeftijd werd hij gescout door Sint-Truidense VV. In 2002 stapte hij over naar RC Genk, om vervolgens in juni 2005 naar PSV te verkassen. Boffin speelde daar in het seizoen 2005/06 in de A1, maar keepte ook enkele malen voor Jong PSV. In het seizoen 2006/07 werd hij derde keeper achter Heurelho da Silva Gomes en Oscar Moens. Aan het begin van dat seizoen nam de lange doelman twee keer plaats op de reservebank, omdat Gomes twee wedstrijden geschorst was.
In de zomer van 2007 liep hij stage bij FC Eindhoven, waar hij vervolgens een jaar op huurbasis speelde. Op 1 juli 2008 tekende Ruud Boffin een contract bij MVV Maastricht. Aan het eind van het seizoen 2009/10 werd hij verhuurd aan VVV-Venlo.
In de zomer van 2010 verkaste hij, na een geslaagde stage, naar West Ham United, waar hij de strijd moest aangaan met eerste keeper Robert Green. Op 18 december 2010 maakte Boffin zijn competitiedebuut voor West Ham United in een wedstrijd tegen Blackburn Rovers. Zijn speelgelegenheid bleef echter beperkt tot dat ene competitieduel, Boffin mocht wel enkele malen opdraven in bekerwedstrijden. In april 2012 werd zijn contract na onderling overleg ontbonden.
In juni 2012 tekende hij bij het Turkse Eskişehirspor. In het seizoen 2012/13 speelde hij 33 van de 34 wedstrijden en verloor hij nipt de halve finale van de Turkse voetbalbeker. Hij werd ook uitgeroepen tot de op één na beste doelman van Turkije.
Na het seizoen 2015/16 degradeerde Eskişehirspor naar de Turkse tweede klasse. Na nog een seizoen in de TFF 1. Lig haalde Antalyaspor hem in 2017 terug naar de Süper Lig. In zijn eerste seizoen moest hij zijn speeltijd nog delen met Ferhat Kaplan, maar naarmate de seizoenen verstreken kreeg Boffin de voorkeur. In 2021 bereikte hij voor de tweede keer in zijn carrière de finale van de Turkse voetbalbeker. Eind 2022 stopte hij daar met profvoetbal.

## Profcarrière
| Seizoen | Club            |                    | Competitie     | Competitie | Competitie | Beker | Beker | Europees | Europees | Overige1 | Overige1 | Totaal | Totaal |
| Seizoen | Club            |                    | Competitie     | Wed.       | Dlp.       | Wed.  | Dlp.  | Wed.     | Dlp.     | Wed.     | Dlp.     | Wed.   | Dlp.   |
| ------- | --------------- | ------------------ | -------------- | ---------- | ---------- | ----- | ----- | -------- | -------- | -------- | -------- | ------ | ------ |
| 2006/07 | PSV             | Vlag van Nederland | Eredivisie     | 0          | 0          | 0     | 0     | 0        | 0        | 0        | 0        | 0      | 0      |
| 2007/08 | → FC Eindhoven  | Vlag van Nederland | Eerste divisie | 20         | 0          | 2     | 0     | —        | —        | —        | —        | 22     | 0      |
| 2008/09 | MVV Maastricht  | Vlag van Nederland | Eerste divisie | 38         | 0          | 1     | 0     | —        | —        | 4        | 0        | 43     | 0      |
| 2009/10 | MVV Maastricht  | Vlag van Nederland | Eerste divisie | 20         | 0          | 1     | 0     | —        | —        | —        | —        | 21     | 0      |
| 2009/10 | → VVV-Venlo     | Vlag van Nederland | Eredivisie     | 5          | 0          | 0     | 0     | —        | —        | —        | —        | 5      | 0      |
| 2010/11 | MVV Maastricht  | Vlag van Nederland | Eerste divisie | 3          | 0          | 0     | 0     | —        | —        | 0        | 0        | 3      | 0      |
| 2010/11 | West Ham United | Vlag van Engeland  | Premier League | 1          | 0          | 0     | 0     | —        | —        | 0        | 0        | 1      | 0      |
| 2011/12 | West Ham United | Vlag van Engeland  | Championship   | 0          | 0          | 1     | 0     | —        | —        | 1        | 0        | 2      | 0      |
| 2012/13 | Eskişehirspor   | Vlag van Turkije   | Süper Lig      | 33         | 0          | 9     | 0     | 4        | 0        | —        | —        | 46     | 0      |
| 2013/14 | Eskişehirspor   | Vlag van Turkije   | Süper Lig      | 32         | 0          | 6     | 0     | —        | —        | —        | —        | 38     | 0      |
| 2014/15 | Eskişehirspor   | Vlag van Turkije   | Süper Lig      | 25         | 0          | 1     | 0     | —        | —        | —        | —        | 26     | 0      |
| 2015/16 | Eskişehirspor   | Vlag van Turkije   | Süper Lig      | 30         | 0          | 1     | 0     | —        | —        | —        | —        | 31     | 0      |
| 2016/17 | Eskişehirspor   | Vlag van Turkije   | TFF 1. Lig     | 32         | 1          | 0     | 0     | —        | —        | 2        | 0        | 34     | 1      |
| 2017/18 | Antalyaspor     | Vlag van Turkije   | Süper Lig      | 15         | 0          | 2     | 0     | —        | —        | —        | —        | 17     | 0      |
| 2018/19 | Antalyaspor     | Vlag van Turkije   | Süper Lig      | 31         | 0          | 0     | 0     | —        | —        | —        | —        | 31     | 0      |
| 2019/20 | Antalyaspor     | Vlag van Turkije   | Süper Lig      | 23         | 0          | 4     | 0     | —        | —        | —        | —        | 27     | 0      |
| 2020/21 | Antalyaspor     | Vlag van Turkije   | Süper Lig      | 35         | 0          | 3     | 0     | —        | —        | —        | —        | 38     | 0      |
| 2021/22 | Antalyaspor     | Vlag van Turkije   | Süper Lig      | 37         | 0          | 0     | 0     | —        | —        | 1        | 0        | 38     | 0      |
| 2022/23 | Antalyaspor     | Vlag van Turkije   | Süper Lig      | 7          | 0          | 0     | 0     | —        | —        | —        | —        | 7      | 0      |
| TOTAAL  | TOTAAL          | TOTAAL             | TOTAAL         | 387        | 1          | 31    | 0     | 4        | 0        | 8        | 0        | 430    | 1      |